# Liste der Monuments historiques in Genevrières
Die Liste der Monuments historiques in Genevrières führt die Monuments historiques in der französischen Gemeinde Genevrières auf.

## Liste der Objekte
| Bezeichnung                  | Beschreibung                                                                         | Standort                         | Kennzeichnung | Schutzstatus | Datum | Bild |
| ---------------------------- | ------------------------------------------------------------------------------------ | -------------------------------- | ------------- | ------------ | ----- | ---- |
| Taufbecken                   | Stein, bezeichnet 1717, Holzdeckel, 19. Jahrhundert                                  | in der Kirche St-Pancrace (Lage) | PM52000497    | Classé       | 1979  |      |
| Skulptur Heiliger Pankratius | Holz, farbig gefasst und vergoldet, 18. Jahrhundert                                  | in der Kirche St-Pancrace (Lage) | PM52001783    | Inscrit      | 1980  |      |
| Wappenstein                  | Stein, zweite Hälfte des 16. Jahrhunderts; 1971 von Mornay nach Genevrières versetzt | an einem Wohnhaus                | PM52000498    | Classé       | 1971  |      |